# روابط بریتانیا و تانزانیا
روابط بریتانیا و تانزانیا روابط خارجی بین بریتانیا و تانزانیا است. بریتانیا از لحاظ تاریخی در بسیاری از زمینه ها، به ویژه تجارت و امنیت، شریک تانزانیا بوده است.

## تاریخچه
روابط بین بریتانیا و تانزانیا کنونی در اوایل قرن نوزدهم، با افزایش نفوذ بریتانیا در تانگانیکا و زنگبار، سرزمین‌های سابق که اکنون ایالت مدرن تانزانیا را تشکیل می‌دهند، توسعه یافت.
در زنگبار، تعامل بریتانیا با تجارت و تمایل به پایان دادن به تجارت برده در اقیانوس هند تعریف شد. در سال ۱۸۲۲، بریتانیا اولین قرارداد از یک سری معاهده‌ها را با سعید بن سلطان، سلطان عمانی زنگبار، امضا کرد تا تجارت را محدود کند، که در نهایت در سال ۱۸۷۶ ممنوع شد. در سال ۱۸۹۰، امپراتوری بریتانیا با پیمان هلیگولند-زانزیبار موافقت کرد. آلمان که به طور رسمی کنترل زنگبار را به آنها واگذار کرد. تحت الحمایه بریتانیا در دسامبر 1963 پایان یافت.
در تانگانیکا، کاشفان بریتانیایی ریچارد فرانسیس برتون و جان اسپک اولین اروپایی‌هایی بودند که در سال ۱۸۵۸ از دریاچه تانگانیکا دیدن کردند. در سال ۱۹۱۹، بریتانیا کنترل اکثر قلمروی تانگانیکان را به دست آورد، به دنبال دستور اتحادیه ملل که به دوره مدیریت استعماری آلمان که در سال 1884 آغاز شده بود، پایان داد. در ۹ دسامبر ۱۹۶۱، تانگانیکا استقلال یافت و ژولیوس نیره ، فارغ التحصیلان دانشگاه ادینبورگ و رهبر اتحادیه ملی آفریقای تانگانیکا به عنوان رئیس منصوب شد.
تانگانیکا به عنوان عضوی از کشورهای مشترک المنافع در سال ۱۹۶۱ پذیرفته شد. روابط دوجانبه بین بریتانیا و تانزانیا امروزی به طور رسمی در سال ۱۹۶۴ آغاز شد، زمانی که تانگانیکا در سال ۱۹۶۴ با زنگبار ادغام شد و جمهوری متحد تانزانیا را تشکیل داد.
تانزانیا روابط خود را با بریتانیا بین دسامبر ۱۹۶۵ و ژوئیه ۱۹۶۸ در پاسخ به سیاست بریتانیا در قبال اعلامیه استقلال یکجانبه رودزیا قطع کرد.

## تجارت
صادرات تانزانیا به بریتانیا شامل مواد خام مانند چای، تنباکو و سنگ های قیمتی است. بریتانیا بزرگترین خریدار غیر آفریقایی چای تانزانیا است. از سوی دیگر، صادرات بریتانیا به تانزانیا عمدتاً شامل خودروها و لوازم الکترونیکی است.
| Trade Value in UK £ Million                           | Trade Value in UK £ Million | Trade Value in UK £ Million | Trade Value in UK £ Million | Trade Value in UK £ Million | Trade Value in UK £ Million | Trade Value in UK £ Million | Trade Value in UK £ Million | Trade Value in UK £ Million | Trade Value in UK £ Million | Trade Value in UK £ Million |
| ----------------------------------------------------- | --------------------------- | --------------------------- | --------------------------- | --------------------------- | --------------------------- | --------------------------- | --------------------------- | --------------------------- | --------------------------- | --------------------------- |
|                                                       | 2013                        | 2014                        | 2015                        | 2016                        | 2017                        | 2018                        | 2019                        | 2020                        | 2021                        | 2022                        |
| Total Trade                                           | 460                         | 465                         | 442                         | 333                         | 339                         | 336                         | 198                         | 233                         | 184                         | 323                         |
| Exports from UK to Tanzania                           | 272                         | 287                         | 290                         | 214                         | 195                         | 171                         | 161                         | 139                         | 164                         | 275                         |
| Imports to UK from Tanzania                           | 188                         | 178                         | 152                         | 119                         | 144                         | 165                         | 37                          | 94                          | 20                          | 48                          |
| Department for Business and Trade as of 1 August 2023 |                             |                             |                             |                             |                             |                             |                             |                             |                             |                             |